# Schronisko PTTK na Jaworzynie Krynickiej
Schronisko PTTK im. Józefa Piłsudskiego na Jaworzynie Krynickiej – górskie schronisko turystyczne Polskiego Towarzystwa Turystyczno-Krajoznawczego położone w Beskidzie Sądeckim, poniżej szczytu Jaworzyny Krynickiej, na wysokości 1050 m n.p.m.

## I schronisko
Pierwsze projekty budowy schroniska pojawiły się w 1928 wśród działaczy Polskiego Towarzystwa Tatrzańskiego w Krynicy. Na jesieni 1930 wykupiono grunt i zaczęto gromadzić materiały budowlane. Do prac budowlanych przystąpiono zimą z 1933 na 1934. W celu zgromadzenia wody ze źródeł wybudowano trzy betonowe zbiorniki, oczyszczalnik i kanalizację. W drugiej połowie grudnia 1934 schronisko zostało częściowo ukończone i oddane do użytku turystów. Pierwszym gospodarzem został Jan Kamyk. Obiekt dysponował bufetem i 60 miejscami noclegowymi: 30 miejscami na łóżkach w 14 pokojach oraz 30 miejscami na pryczach w dwóch salach zbiorowych. 
Schronisku nadano imię Józefa Piłsudskiego, który według miejscowych przekazów miał zasadzić limbę na stokach Jaworzyny, rosnącą do drugiej dekady XXI w. (obecnie w jej miejscu znajduje się figura Jana Pawła II). Obiekt stał się atrakcją turystyczną, gościł tutaj m.in. Jan Kiepura, lotnicy ze Szkoły Orląt oraz księżniczka Juliana, przyszła królowa Holandii, wraz z mężem Bernhardem.
W sierpniu 1939 gospodarze schroniska Maria i Jan Kamykowie opuścili obiekt, do którego powrócili w czerwcu 1940. Pozostawiony bez opieki, został splądrowany i zdewastowany. Na polecenie niemieckiego dyrektora krynickiego uzdrowiska ponownie rozpoczęli działalność. W 1942 Jan Kamyk został aresztowany i wywieziony do obozu w Oświęcimiu. W 1943 schronisko i cały majątek Kamyków przejął pełniący funkcję burmistrza Krynicy Rudolf Mickler. W czerwcu 1944 polscy partyzanci rozbroili przebywających w obiekcie Niemców oraz zabrali całą żywność i koce. Po tej akcji Mickler zamknął i opuścił schronisko. 18 października 1944 Niemcy przeprowadzili obławę na partyzantów, w ramach której podpalili budynek schroniska.

## II schronisko
Po II wojnie światowej miejscowi działacze PTT postanowili odbudować schronisko. Z braku środków urządzili tymczasowy schron turystyczny o nazwie „Sarenka”, który powstał na fundamentach dawnego budynku gospodarczego. Posiadał on jedną izbę, świetlicę i małą kuchnię. Schron szybko okazał się za mały. W 1960 oczyszczono stare fundamenty i piwnice, na których postawiono parterowy, drewniany budynek z 20 miejscami noclegowymi. Dotychczasowy schron wykorzystano później na potrzeby Ośrodka Kultury Turystyki Górskiej PTTK na Jaworzynie Krynickiej. W kolejnych latach prowadzono dalsze prace budowlane – postawiono kamienne ściany, klatkę schodową, sanitariaty, uruchomiono centralne ogrzewanie oraz doprowadzono prąd. W dawnych suterenach urządzono kuchnię, a wyżej jadalnię. W 1967 schronisko miało już 40 miejsc noclegowych w pokojach 2- i 4-osobowych oraz dwóch salach zbiorowych.
7 maja 1989 przywrócono schronisku przedwojennego patrona – na ścianie frontowej budynku umieszczono tablicę Schronisko PTTK na Jaworzynie Krynickiej im. Józefa Piłsudskiego - wys. ok. 1060 m n.p.m.

## III schronisko
W latach 90. XX wieku dokonano kompleksowej przebudowy schroniska – miała ona na celu poprawienie komfortu noclegów oraz zwiększenie bezpieczeństwa nocujących. Ze starego schroniska zostały tylko fundamenty. Budynek otwarto ponownie 22 czerwca 1997. Posadowiony jest na wysokich, kamiennych fundamentach. Ściany parteru obłożone są kamieniem, natomiast piętro wykonane zostało z drewna. W 2011 do istniejącego obiektu, od strony północno-zachodniej, dobudowano przeszklony taras widokowy.

## Oferta
W schronisku znajdują się 34 miejsca noclegowe w pokojach od 1- do 4-osobowych z łazienkami. Schronisko prowadzi pełne wyżywienie. Obok schroniska znajduje się budynek dyżurki Górskiego Ochotniczego Pogotowia Ratunkowego, kapliczka z figurą papieża Jana Pawła II oraz budynek Ośrodka Kultury Turystyki Górskiej PTTK.

## Szlaki turystyczne
- z Krynicy-Zdroju (3 h, w dół 2 h) na Jaworzynę Krynicką (30 minut, z powrotem 20 minut).

## Galeria

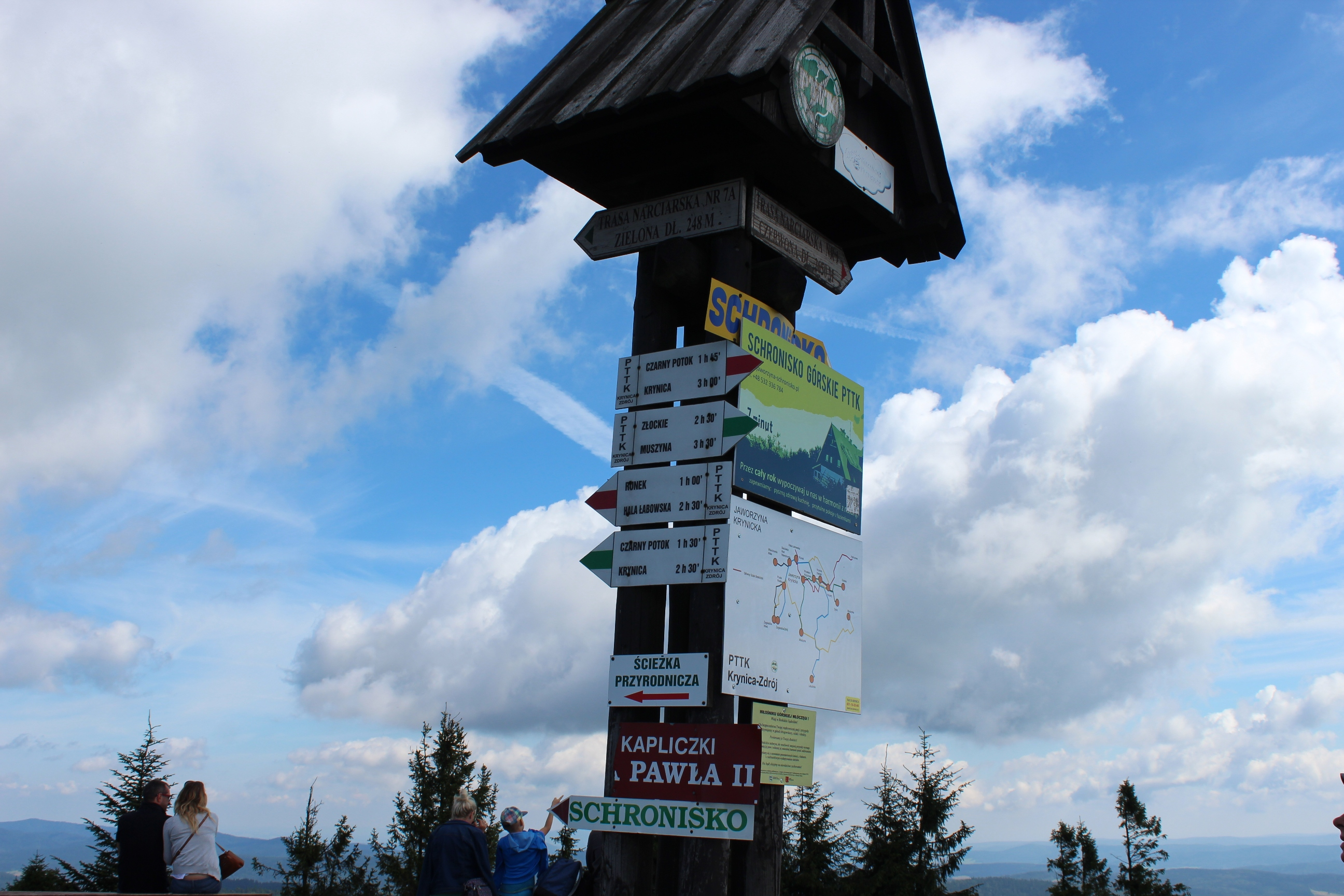
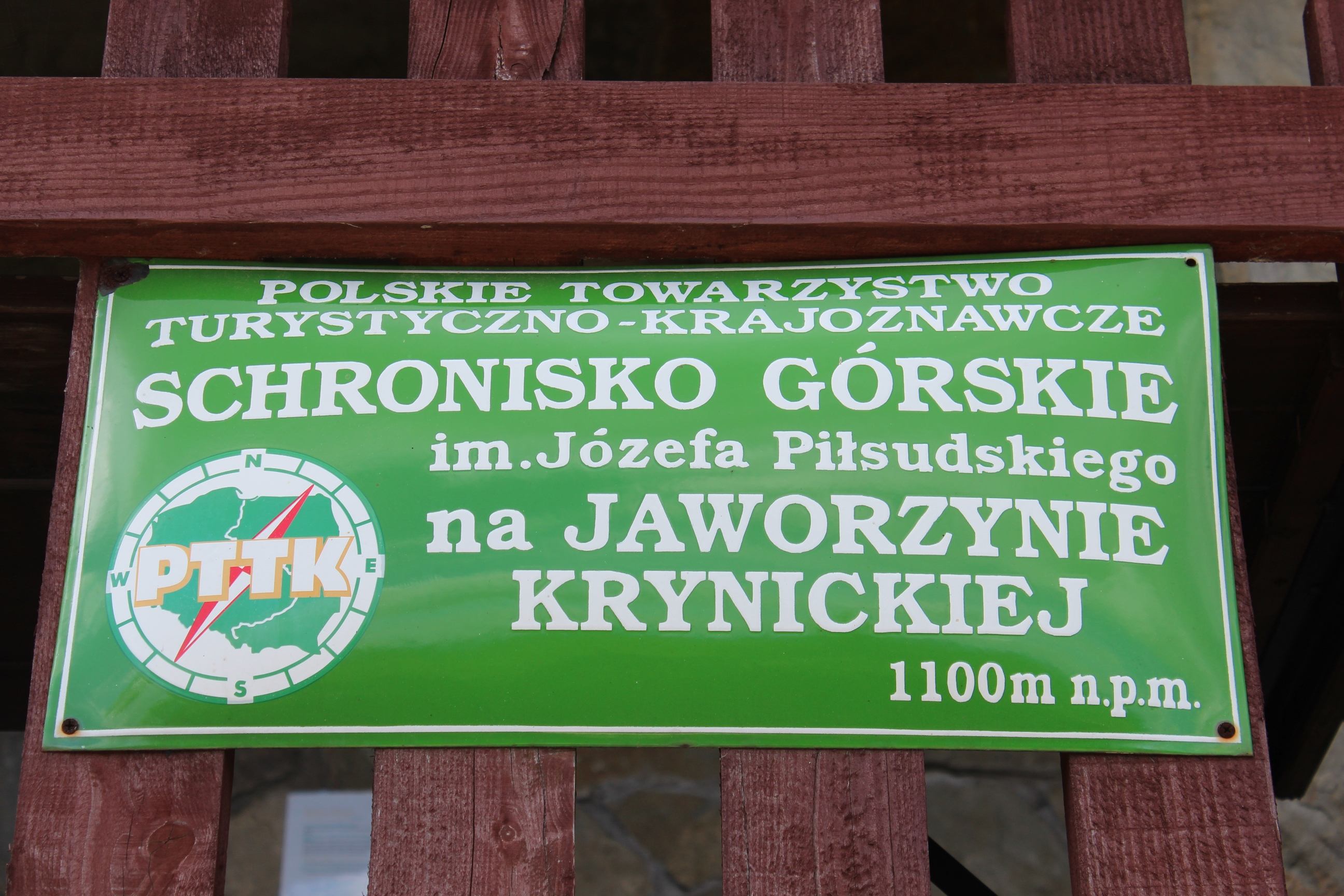
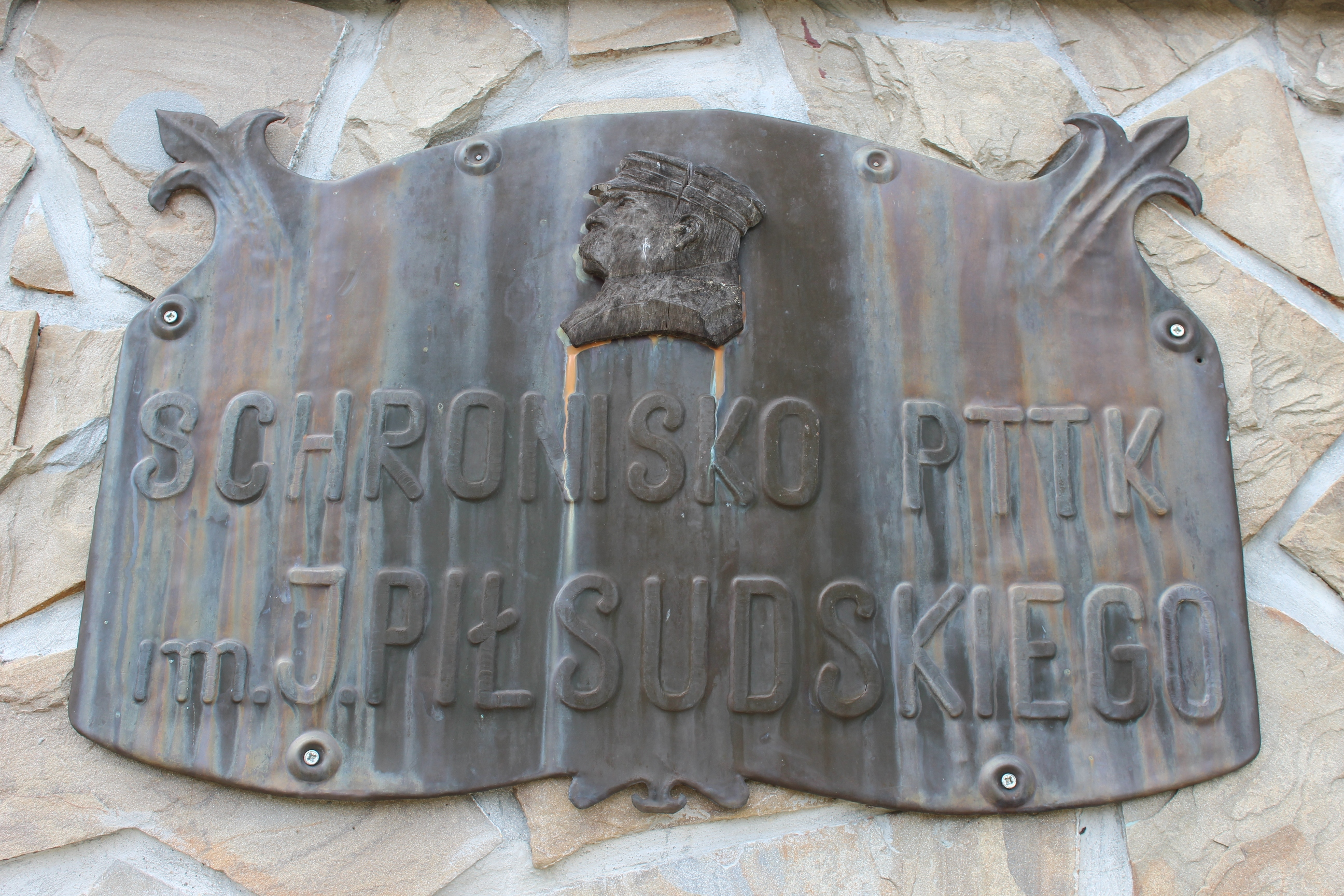
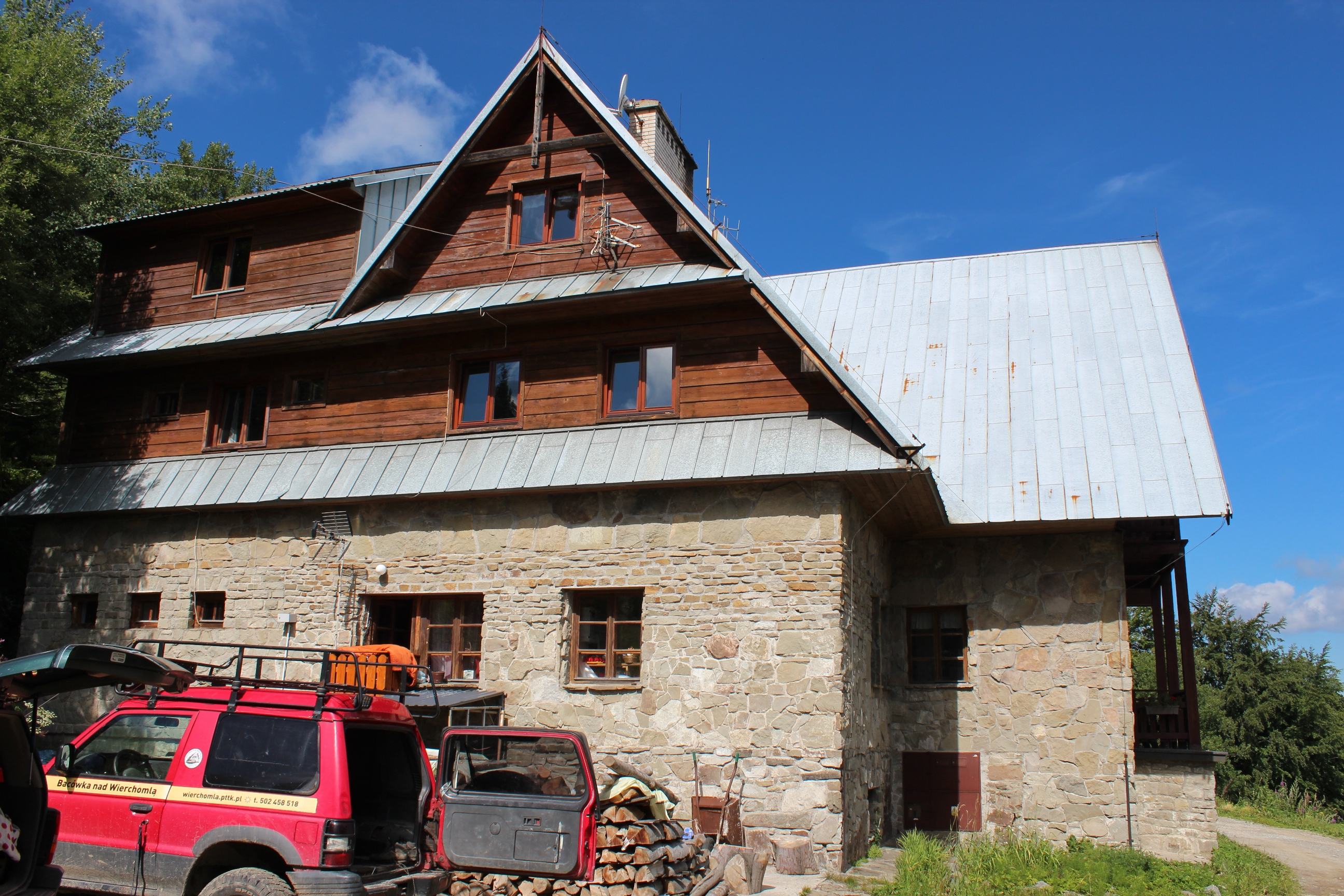
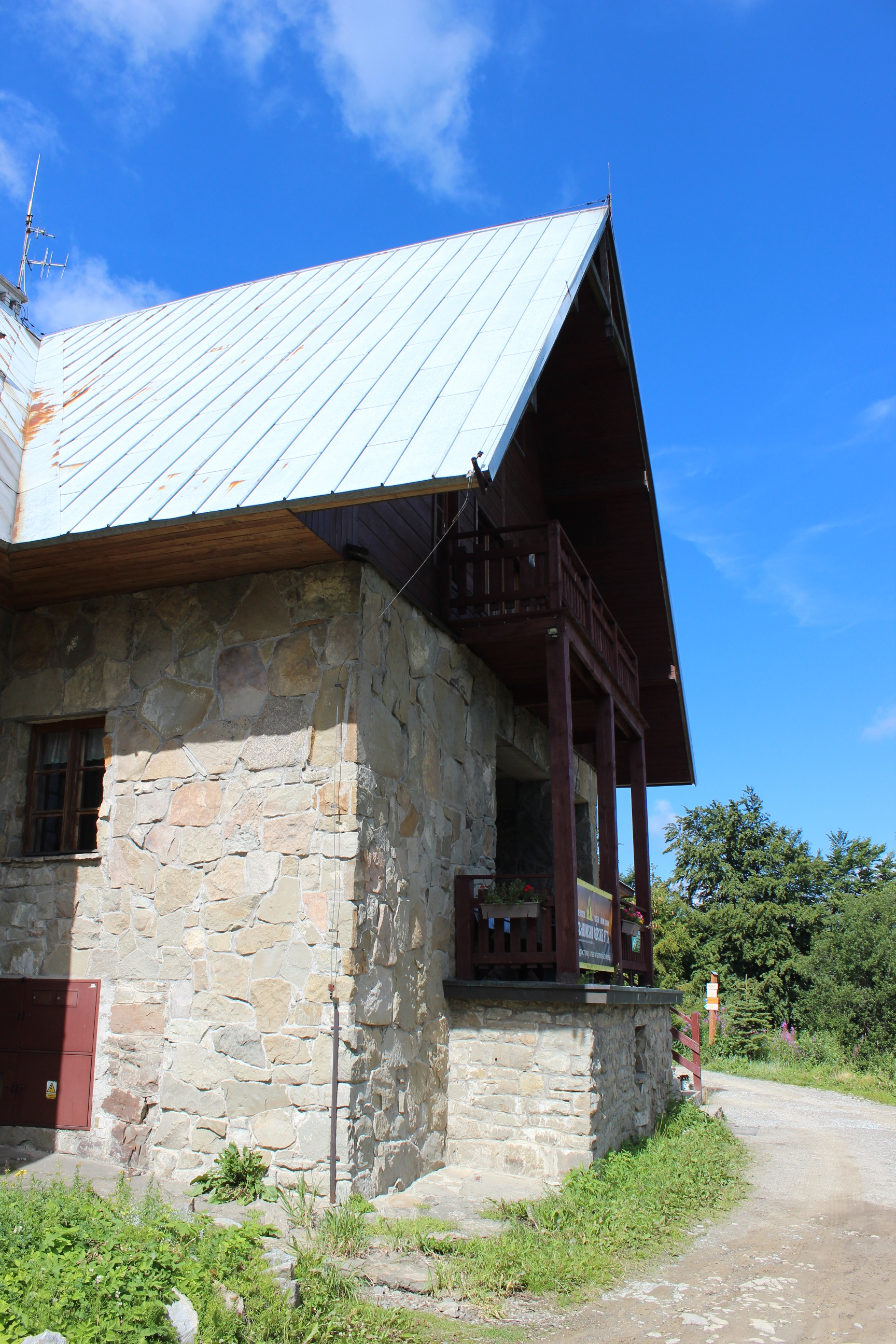
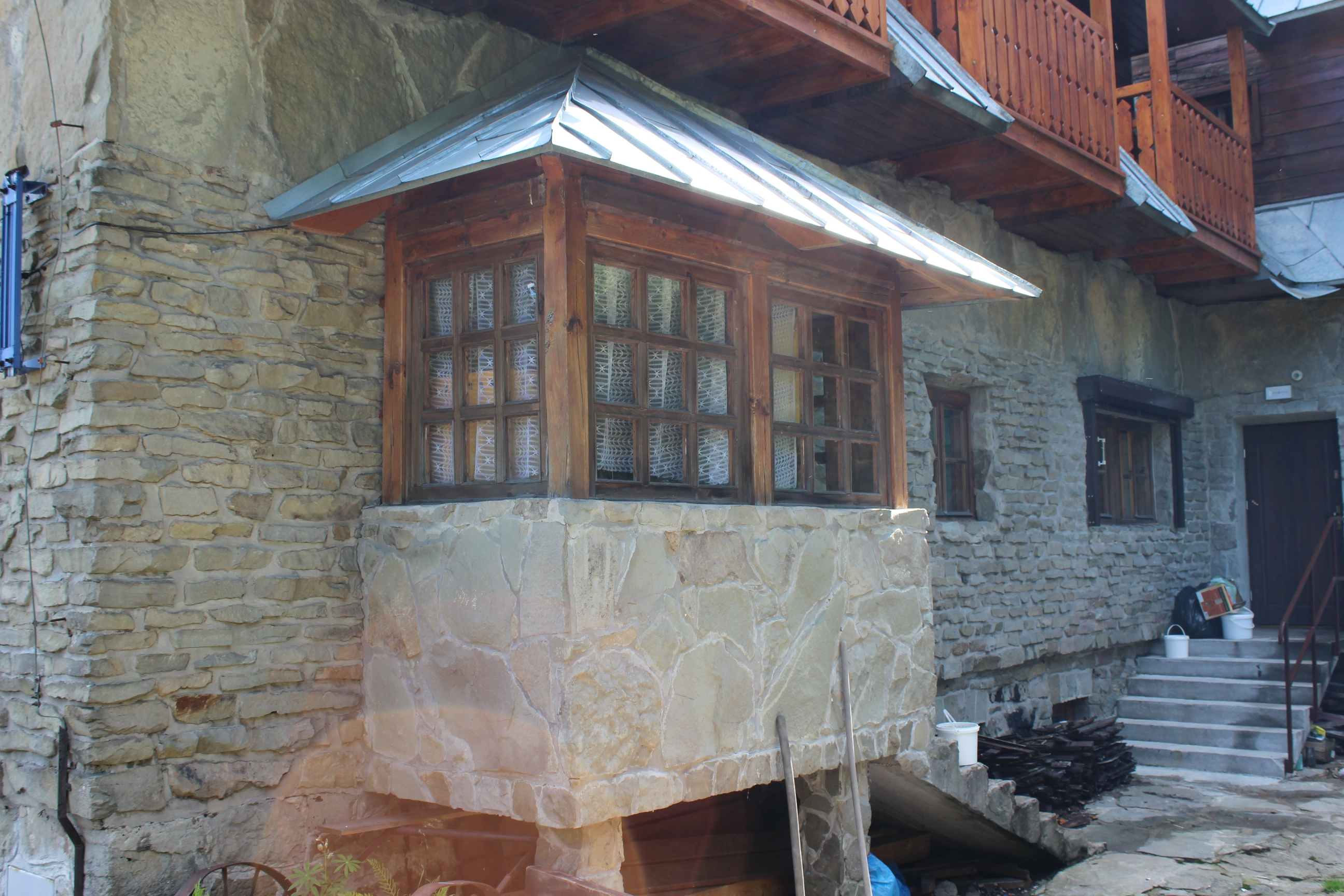
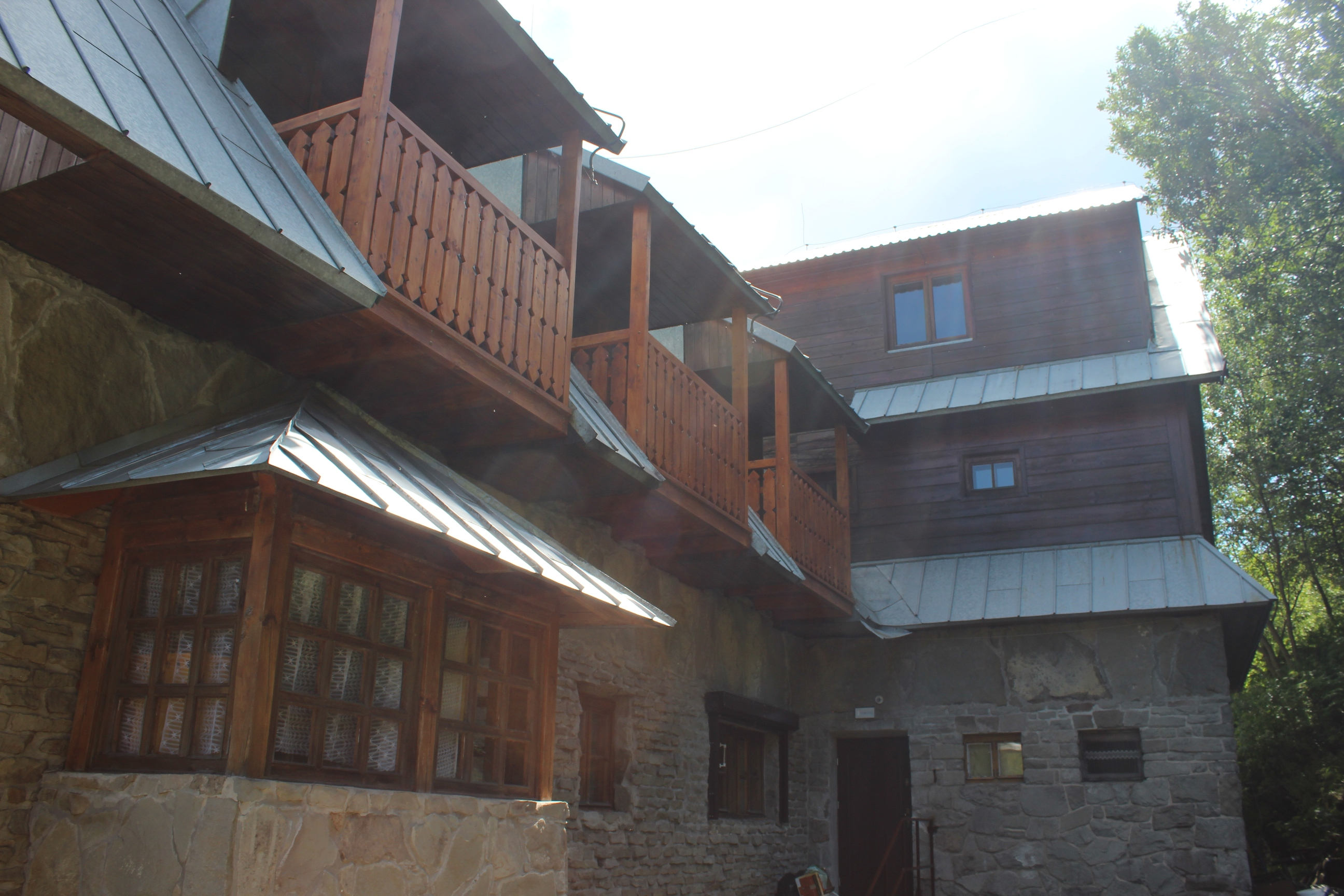
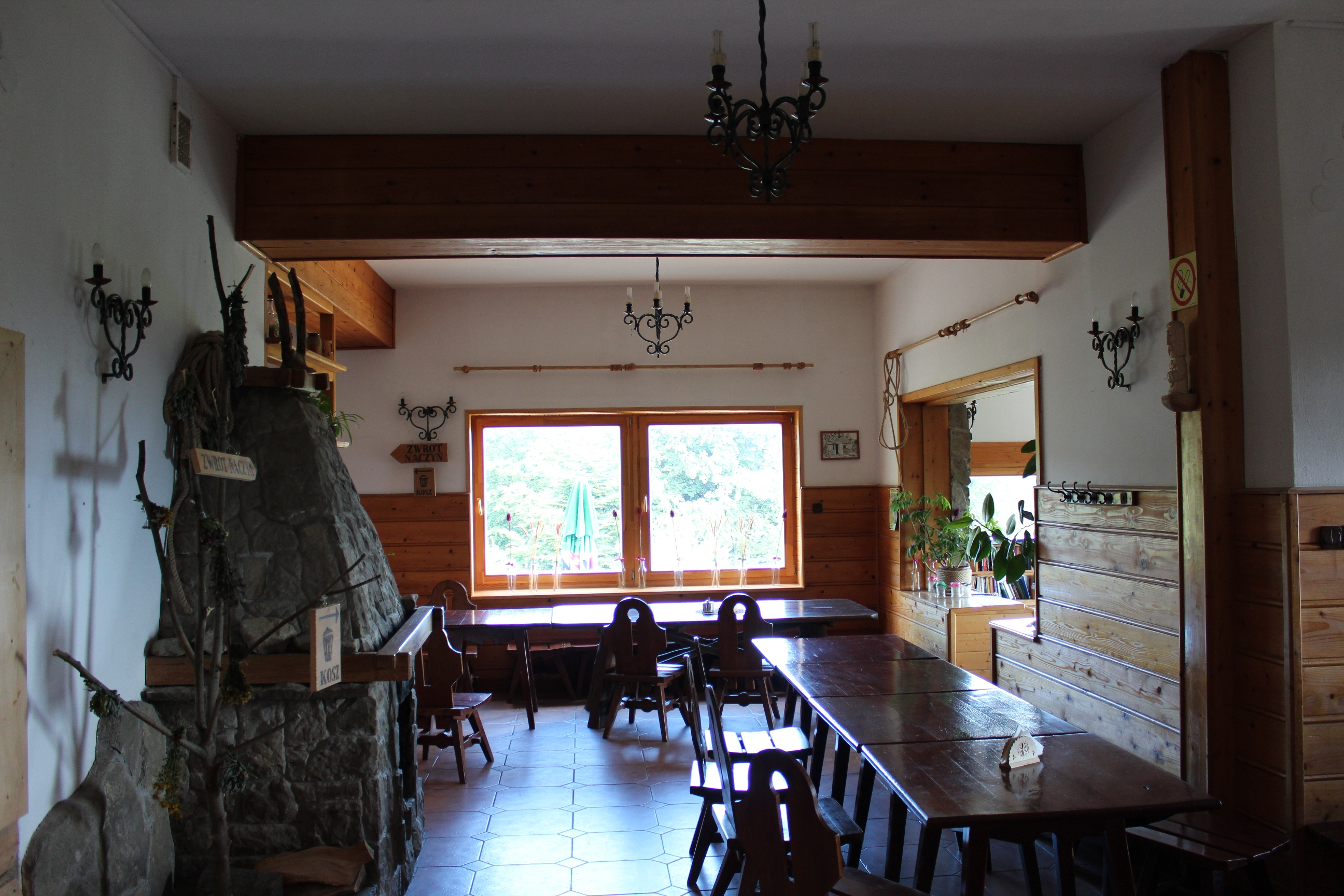
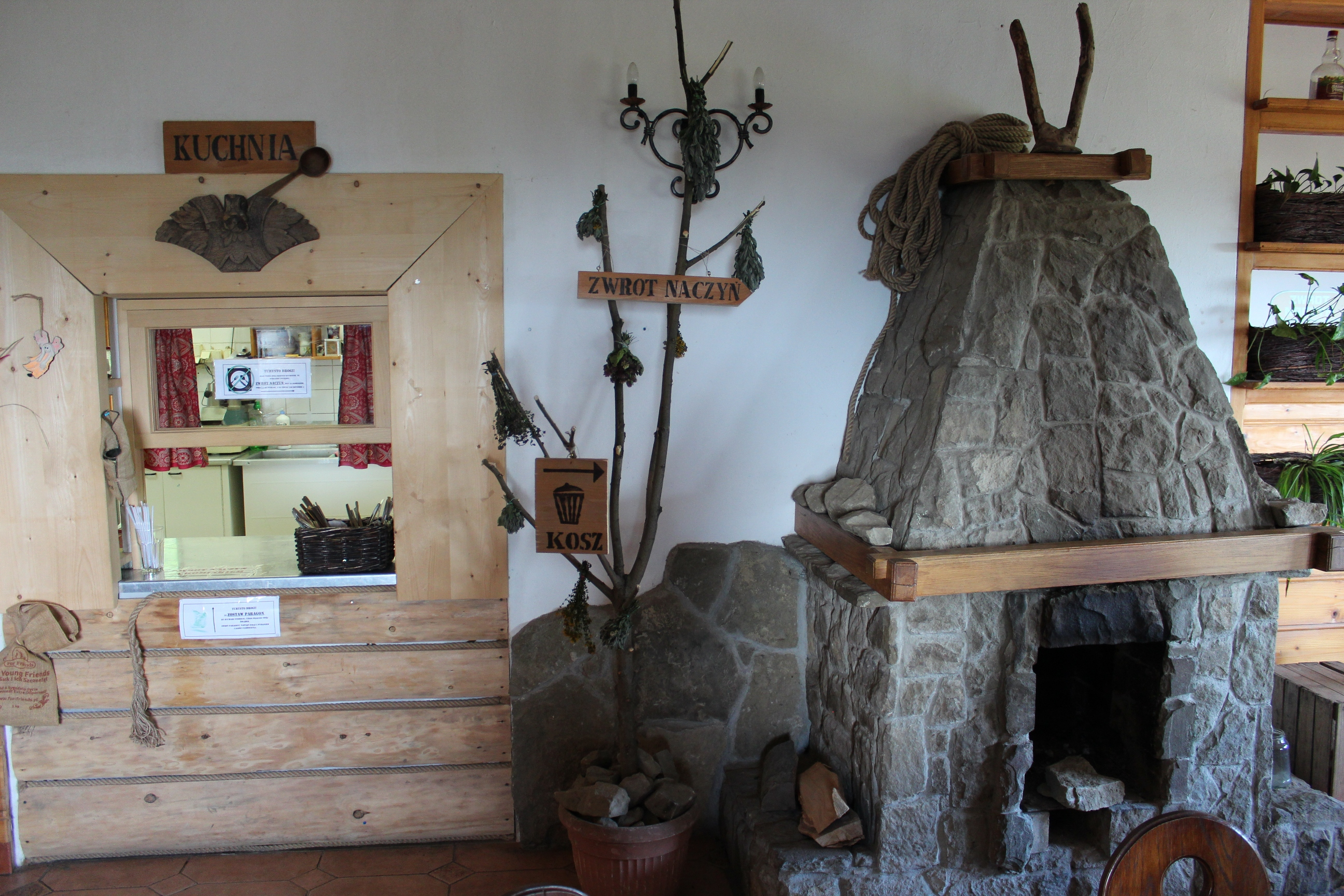
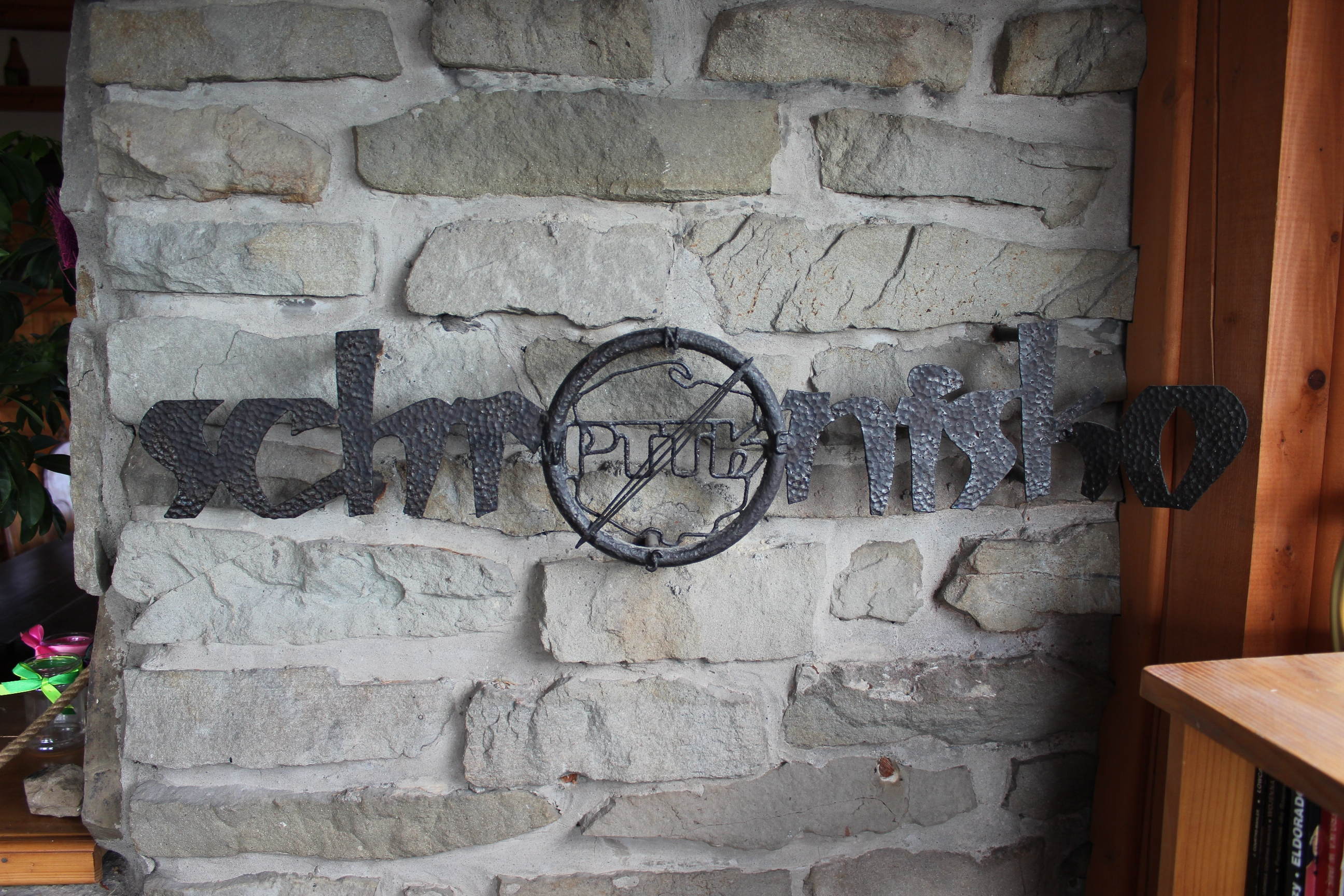
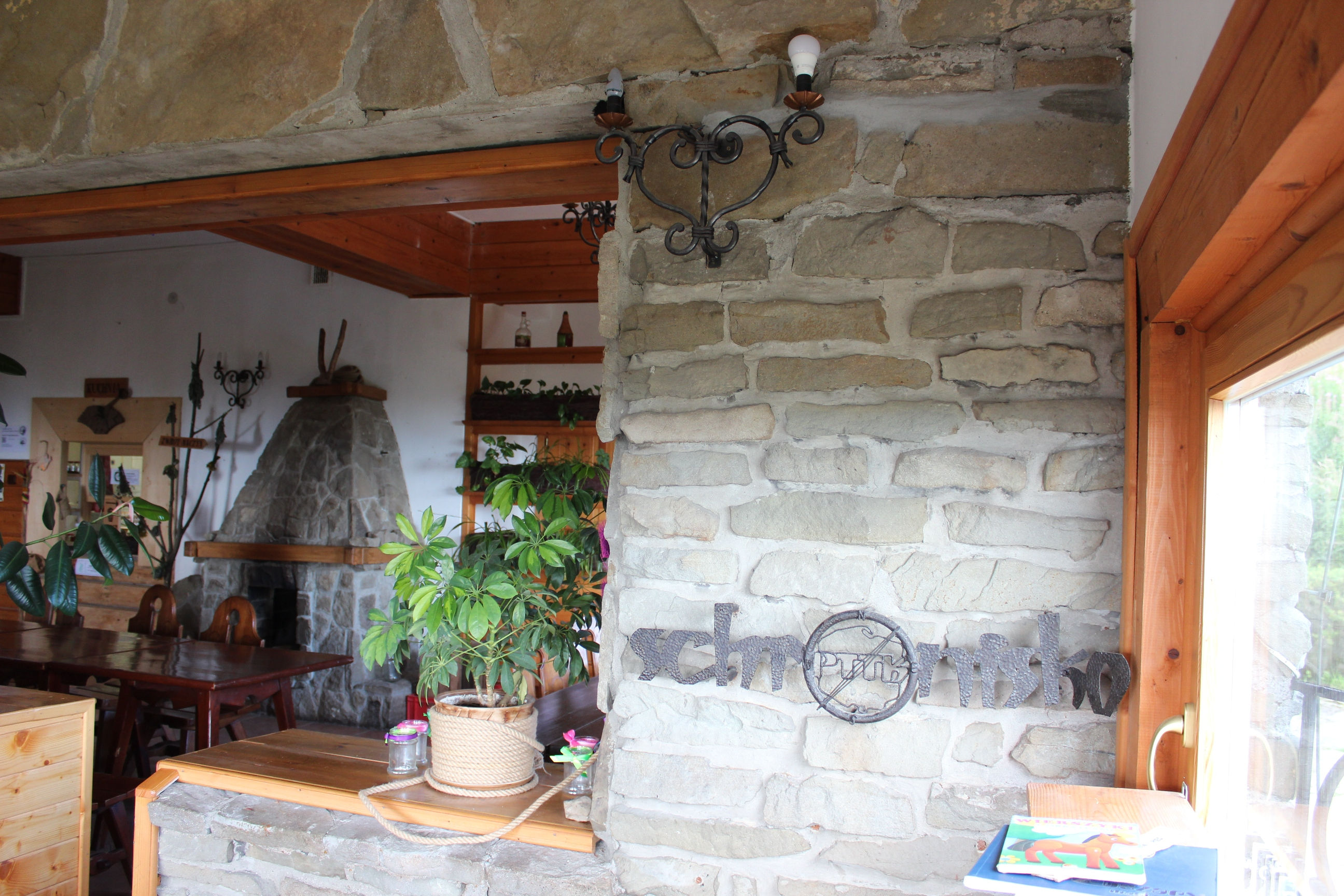
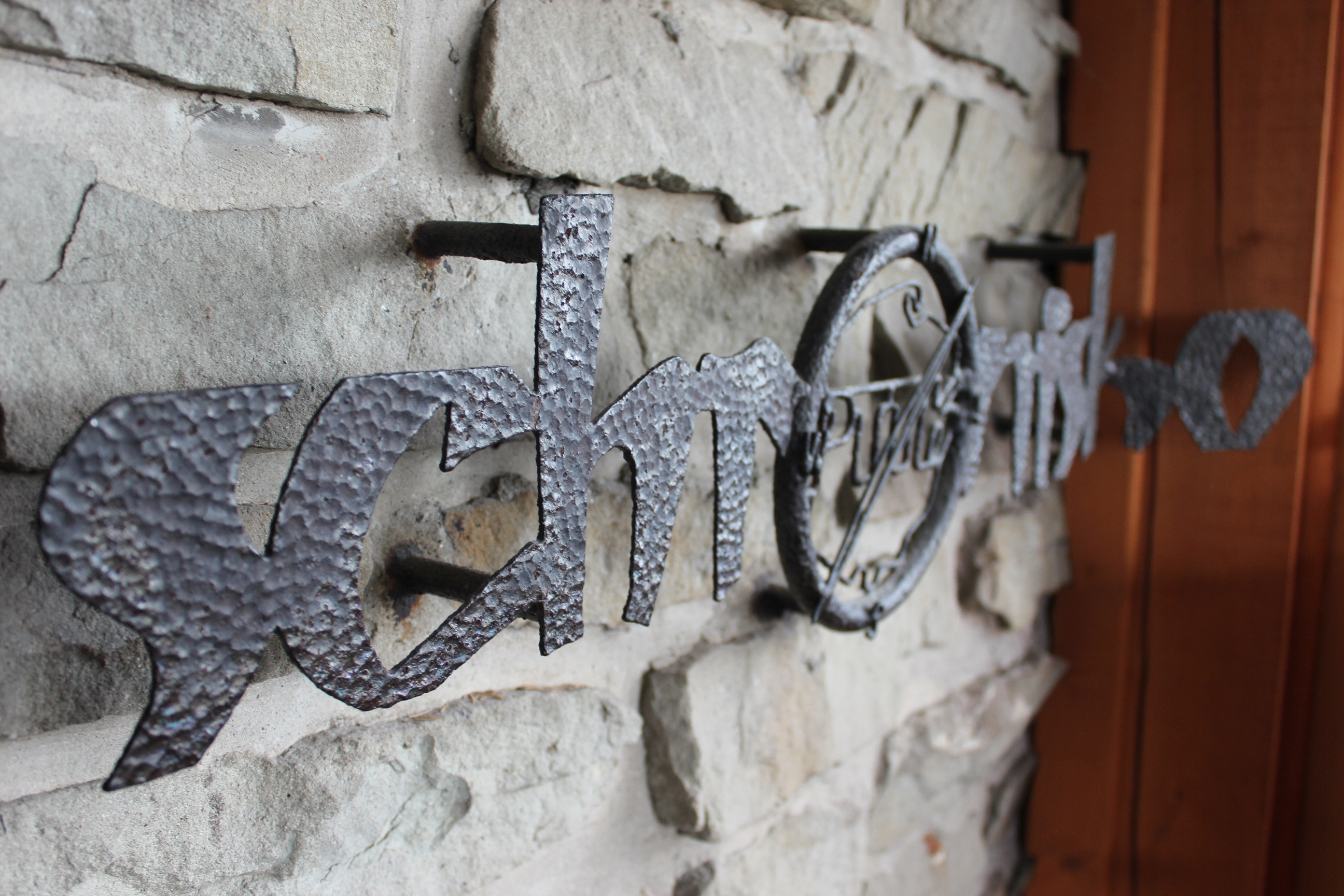
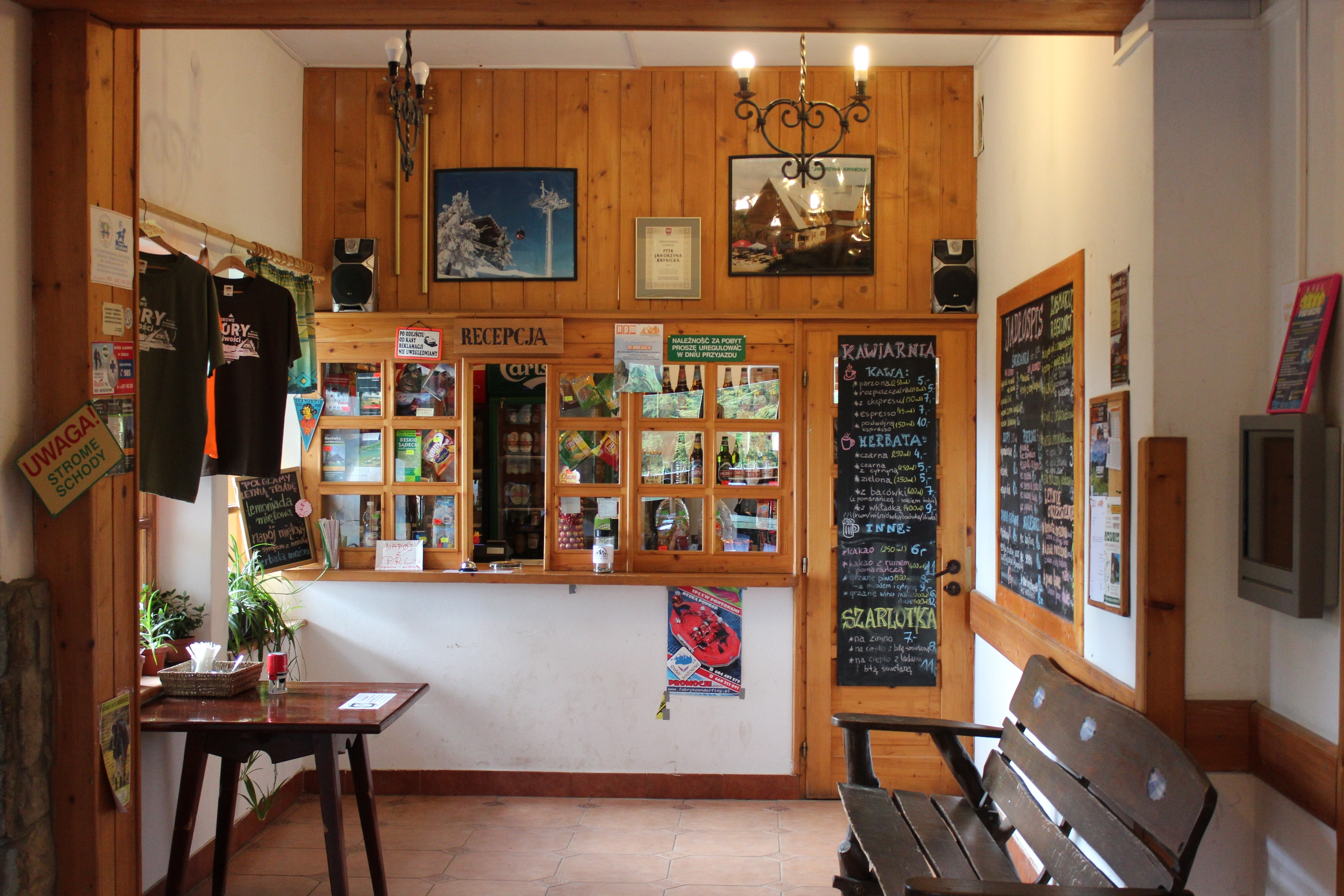
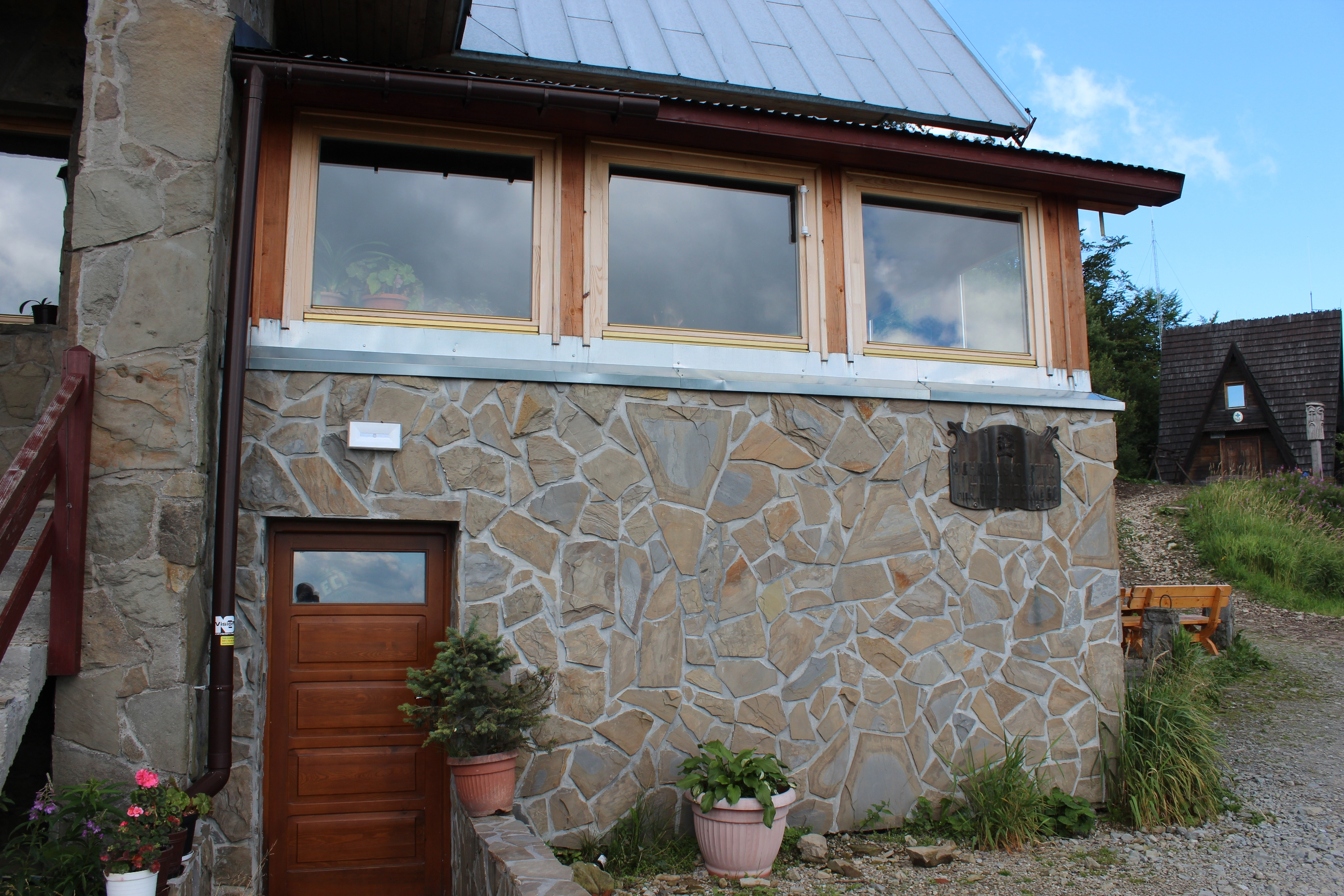
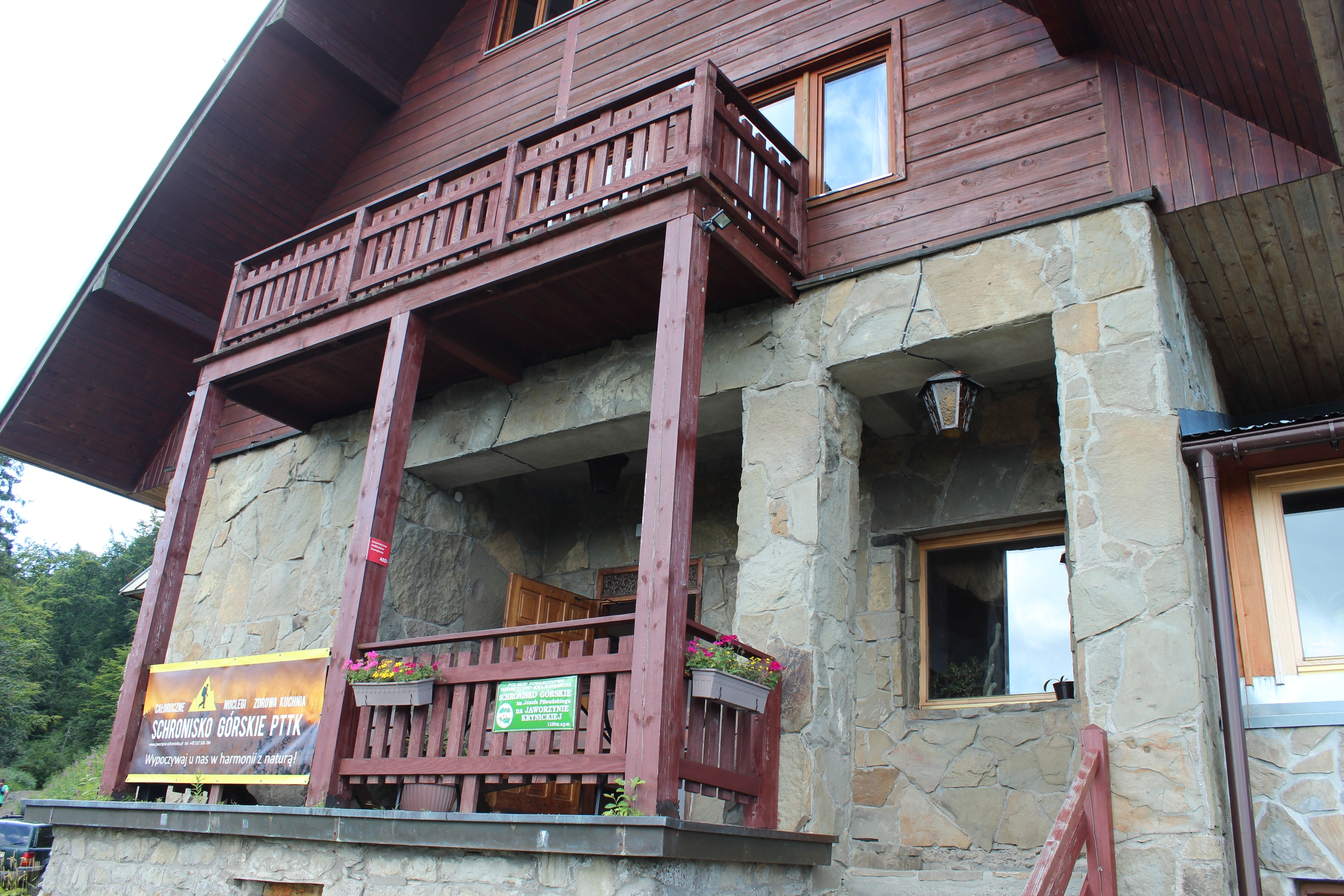
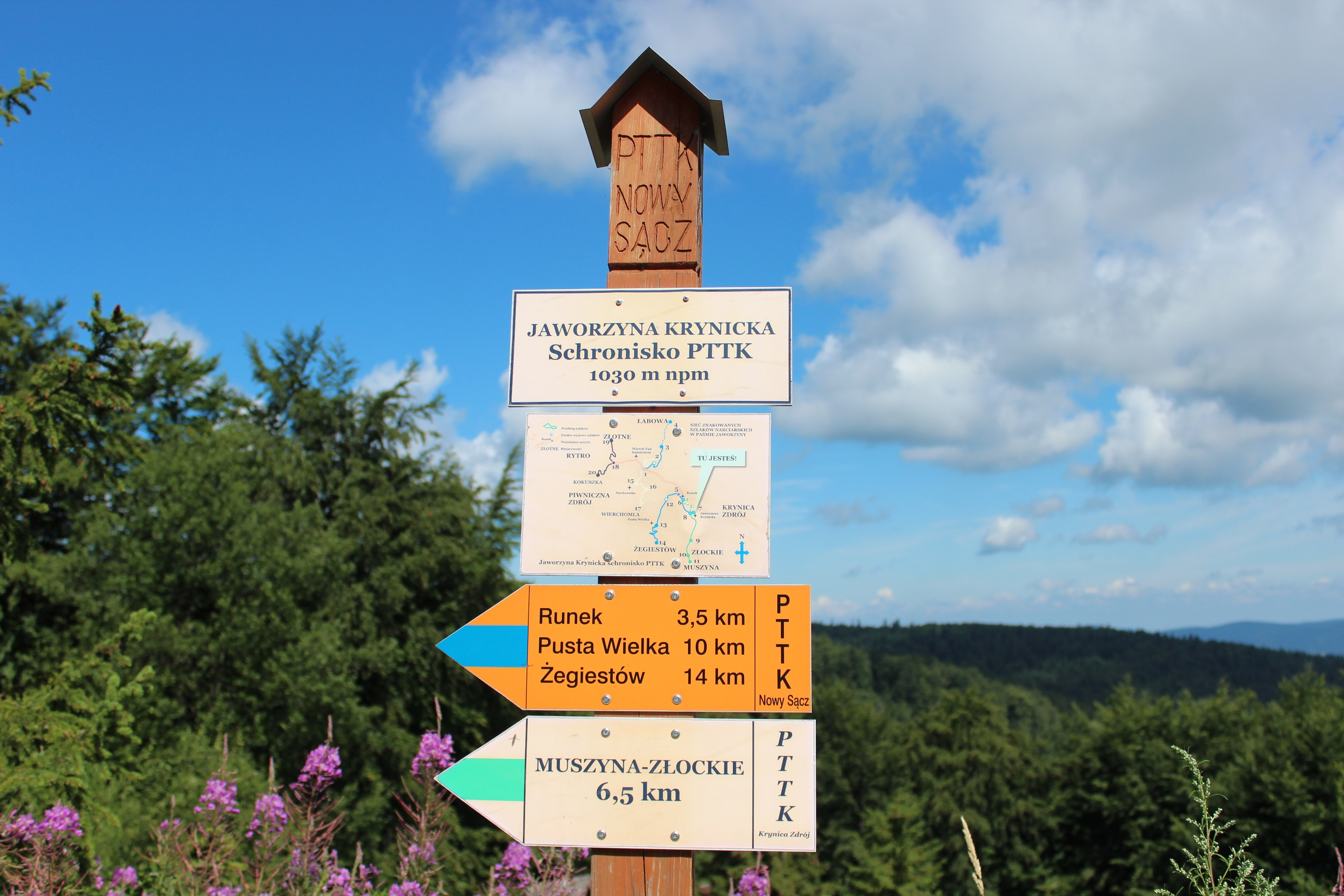
Drogowskaz przy schronisku
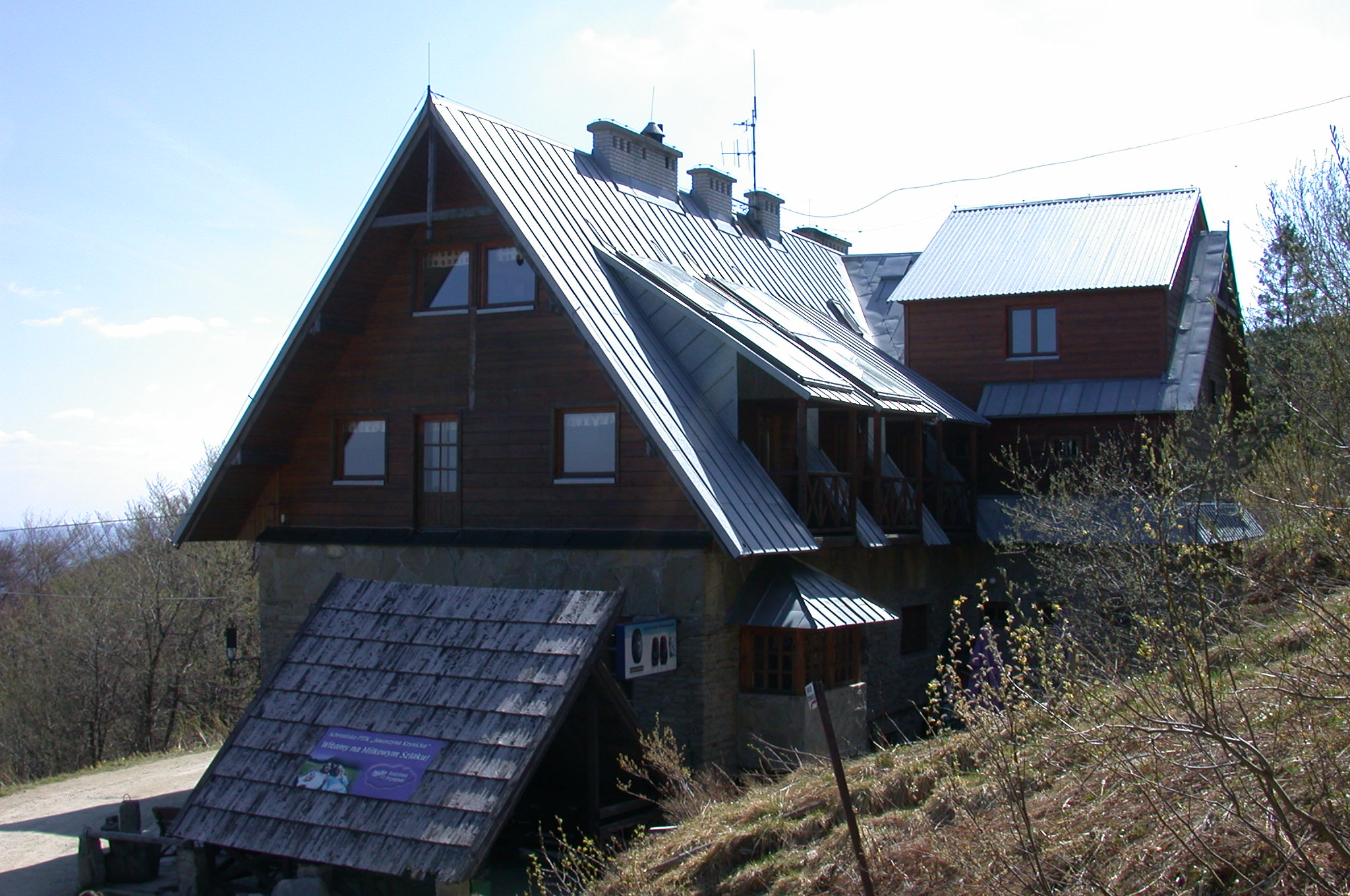
Schronisko w 2007
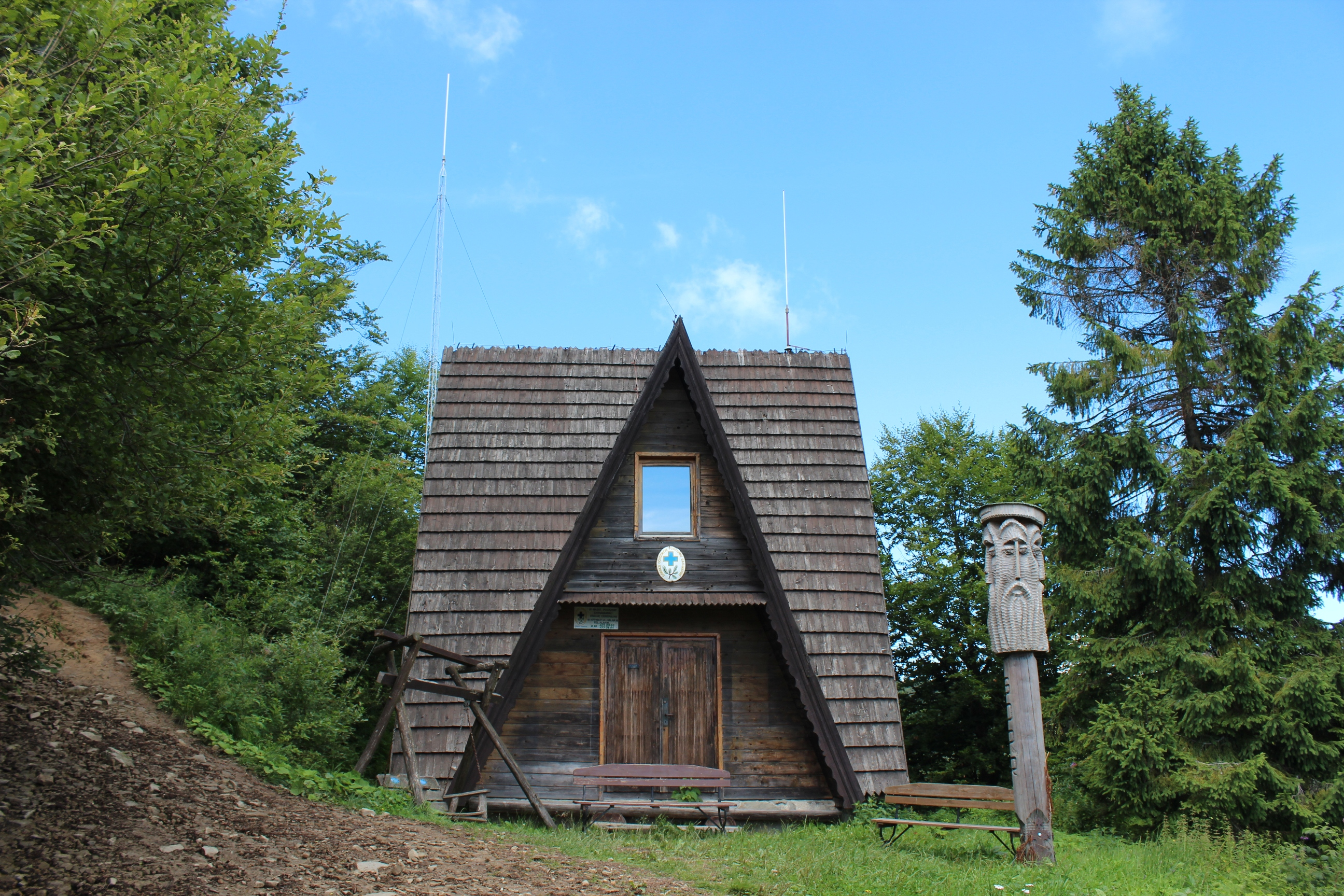
Dyżurka GOPR
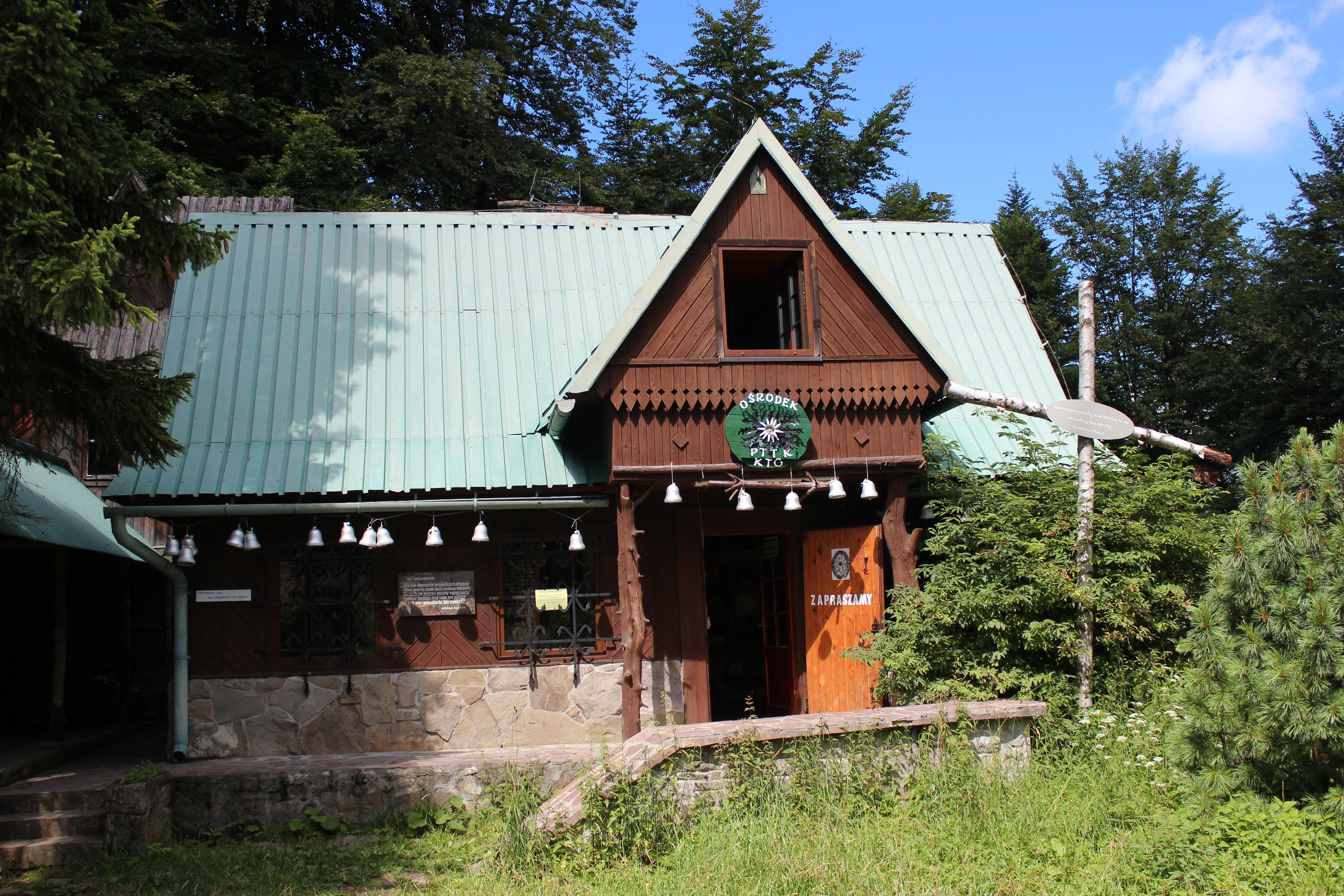
Ośrodek Kultury Turystyki Górskiej PTTK na Jaworzynie Krynickiej
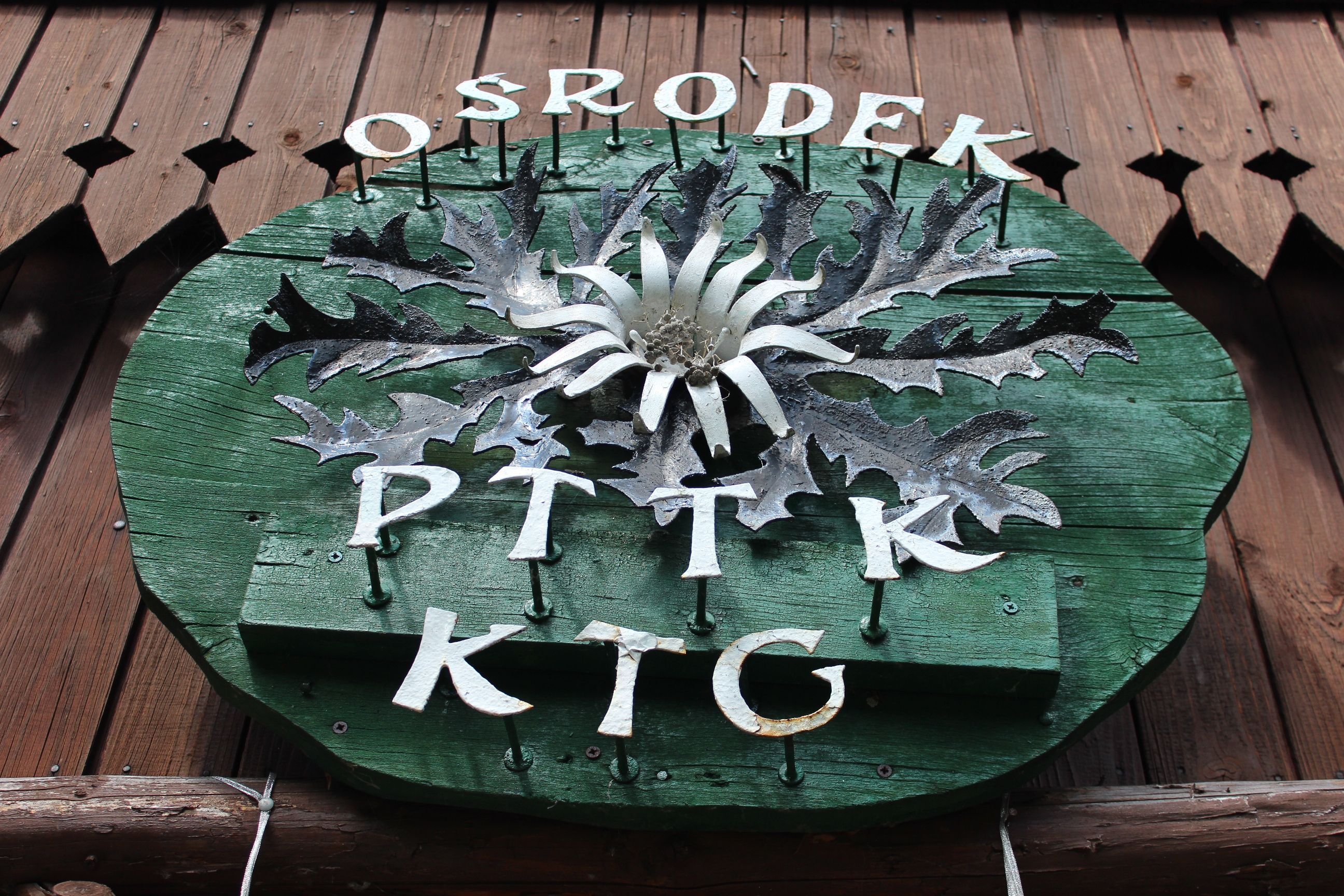
Symbol nad wejściem do budynku ośrodka